# Бронконье, Дейв
Дэвид Томас «Дейв» Бронконье (англ. David 'Dave' Thomas Bronconnier; род. 7 октября 1962, Калгари, Альберта) — канадский политик, 35-й мэр города Калгари.

## Биография
Родился 7 октября 1962 года в Калгари, Альберта, Канада. Рос в северо-западной части Гленбрука и посещал среднюю школу Висконсин Беннетт. Бронконье некоторое время учился в университете Калгари, но бросил учёбу, чтобы начать трудовую деятельность. Он работал в City of Calgary Electric System и Alberta Government Telephones, а в 1983 году основал свою строительную компанию. В 1987 году, вместе со своим партнёром по бизнесу, основал First General Services. Компания специализируется на ремонте недвижимости после пожаров и других страховых случаев. В компании работает 15 человек. Бронконье женат на Синди и у них четверо детей.

## Политическая карьера
В 1992 году Бронконье был избран в муниципальный совет Калгари, где прослужил 3 срока, пока не решил баллотироваться на пост мэра. В 1997 году Бронконье участвовал в выборах, как кандидат от Либеральной партии Канады от избирательного округа Калгари Уэст, но проиграл представителю партии реформ Роберту Андерссону. На выборах 2001 года победил и стал 35 мэром Калгари. В 2004 году его переизбрали, а его поддержка составила 80 % из числа пришедших на выборы. В тот год проголосовало 18 % избирателей, что стало самой низкой явкой в истории муниципальных выборов Западной Канады. В 2007 году он снова был переизбран.
23 февраля 2010 года Бронконье объявил, что не собирается участвовать в выборах 2010 года.